# صورت و سیرت
صورت و سیرت (به هندی: Soorat Aur Seerat) فیلمی محصول سال ۱۹۶۲ و به کارگردانی راجنیش بهل است. در این فیلم بازیگرانی همچون نوتان، درمندرا ایفای نقش کرده‌اند.